# Panorama (The Cars)
| Recensione                    | Giudizio |
| ----------------------------- | -------- |
| AllMusic                      |          |
| Encyclopedia of Popular Music |          |
| The Rolling Stone Album Guide |          |
| Christgau's Consumer Guide    | B-       |
| Ondarock                      | 7/10     |

Panorama è il terzo album in studio del gruppo musicale statunitense The Cars, pubblicato il 15 agosto 1980 dalla Elektra Records.

## Tracce
Lato A
Testi e musiche di Ric Ocasek.
1. Panorama – 5:42
2. Touch and Go – 4:55
3. Gimme Some Slack – 3:32
4. Don't Tell Me No (voce: Ben Orr) – 4:00
5. Getting Through – 2:35

Lato B
Testi e musiche di Ric Ocasek.
1. Misfit Kid – 4:30
2. Down Boys (voce: Ben Orr) – 3:09
3. You Wear Those Eyes – 4:55
4. Running to You (voce: Ben Orr) – 3:22
5. Up and Down – 3:31

## Classifiche

### Classifiche settimanali
| Classifica (1980) | Posizione massima |
| ----------------- | ----------------- |
| Australia         | 19                |
| Canada            | 10                |
| Nuova Zelanda     | 14                |
| Stati Uniti       | 5                 |

### Classifiche di fine anno
| Classifica (1980) | Posizione |
| ----------------- | --------- |
| Canada            | 55        |